# Sóc Sơn, Hòn Đất
Sóc Sơn (còn gọi là Sóc Xoài) là một thị trấn thuộc huyện Hòn Đất, tỉnh Kiên Giang, Việt Nam.

## Địa lý
Thị trấn Sóc Sơn nằm ở phía đông nam huyện Hòn Đất, có vị trí địa lý: 
- Phía đông giáp xã Mỹ Lâm
- Phía tây giáp xã Sơn Kiên
- Phía nam giáp xã Mỹ Lâm và Vịnh Thái Lan
- Phía bắc giáp xã Sơn Kiên và xã Mỹ Thuận.

Thị trấn Sóc Sơn có diện tích 25,45 km², dân số năm 2020 là 15.998 người, mật độ dân số đạt 629 người/km².

## Hành chính
Thị trấn Sóc Sơn được chia thành 7 khu phố: Mỹ Hòa, Mỹ Phú, Sơn Thịnh, Sơn Tiến, Tà Lúa, Thành Công, Thị Tứ.

## Lịch sử

### Tên gọi
Sóc Sơn được người Khmer gọi là Srôk-phmum, có nghĩa là "xóm núi".

### Lịch sử
Tháng 2 năm 1976, xã Sóc Sơn thuộc huyện Châu Thành vừa mới tái lập.
Ngày 3 tháng 6 năm 1978, Hội đồng Chính phủ ra Quyết định số 125-CP về việc chuyển xã Sóc Sơn của huyện Châu Thành cũ về huyện Hòn Đất mới thành lập quản lý.
Ngày 27 tháng 9 năm 1983, Hội đồng Bộ trưởng ban hành Quyết định số 107-HĐBT về việc chia xã Sóc Sơn thành 4 xã lấy tên là xã Sóc Sơn, xã Sơn Hưng, xã Sơn Kiên và xã Sơn Thái.
Ngày 24 tháng 5 năm 1988, Hội đồng Bộ trưởng ban hành Quyết định 92-HĐBT về việc sáp nhập xã Mỹ Lâm vào xã Sóc Sơn.
Ngày 8 tháng 1 năm 2004, Chính phủ ban hành Nghị định số 11/2004/NĐ-CP về việc thành lập thị trấn Sóc Sơn trên cơ sở 2.206,88 ha diện tích tự nhiên và 15.082 nhân khẩu của xã Sóc Sơn.
Sau khi thành lập thị trấn Sóc Sơn, xã Sóc Sơn còn lại 3.762,25 ha diện tích tự nhiên, 7.320 nhân khẩu và được đổi tên thành xã Mỹ Thuận.

## Kinh tế

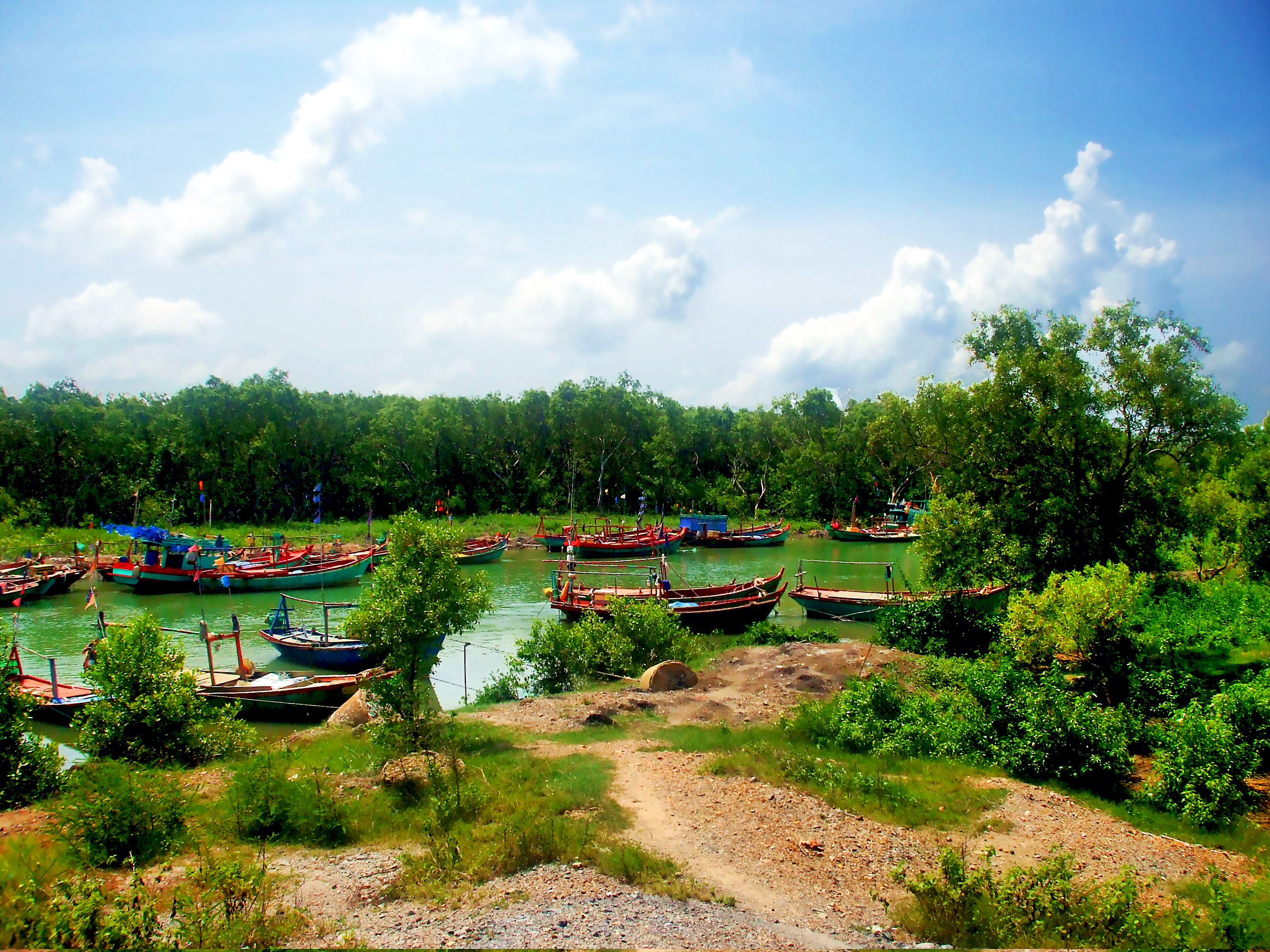
Tàu đánh bắt hải sản ven bờ ở Sóc Sơn

Thị trấn Sóc Sơn là vùng náo nhiệt nhất huyện Hòn Đất. Kinh tế phát triển mạnh nhất là thủy sản, nông nghiệp. Đây là nơi có lượng tàu biển lớn nhất huyện.

## Di tích
- Đình thần Nguyễn Trung Trực ở Sóc Sơn: thờ Nguyễn Trung Trực (1839? –1868). Ngoài ra, trong đình còn phối thờ Thành hoàng Bổn cảnh và Phó cơ Nguyễn Hiền Điều (? - 1834).
- Chùa Sóc Xoài ở khu phố Sơn Tiến, thị trấn Sóc Sơn. Đây là một ngôi chùa Khmer cổ được thành lập vào cuối thế kỷ 18 tại Phum Kandal (xóm giữa, chỗ ngã ba kênh Tà Lúa), đến năm 1884 di dời đến chỗ hiện nay, và sau đó được trùng tu vài lần...

## Hình ảnh

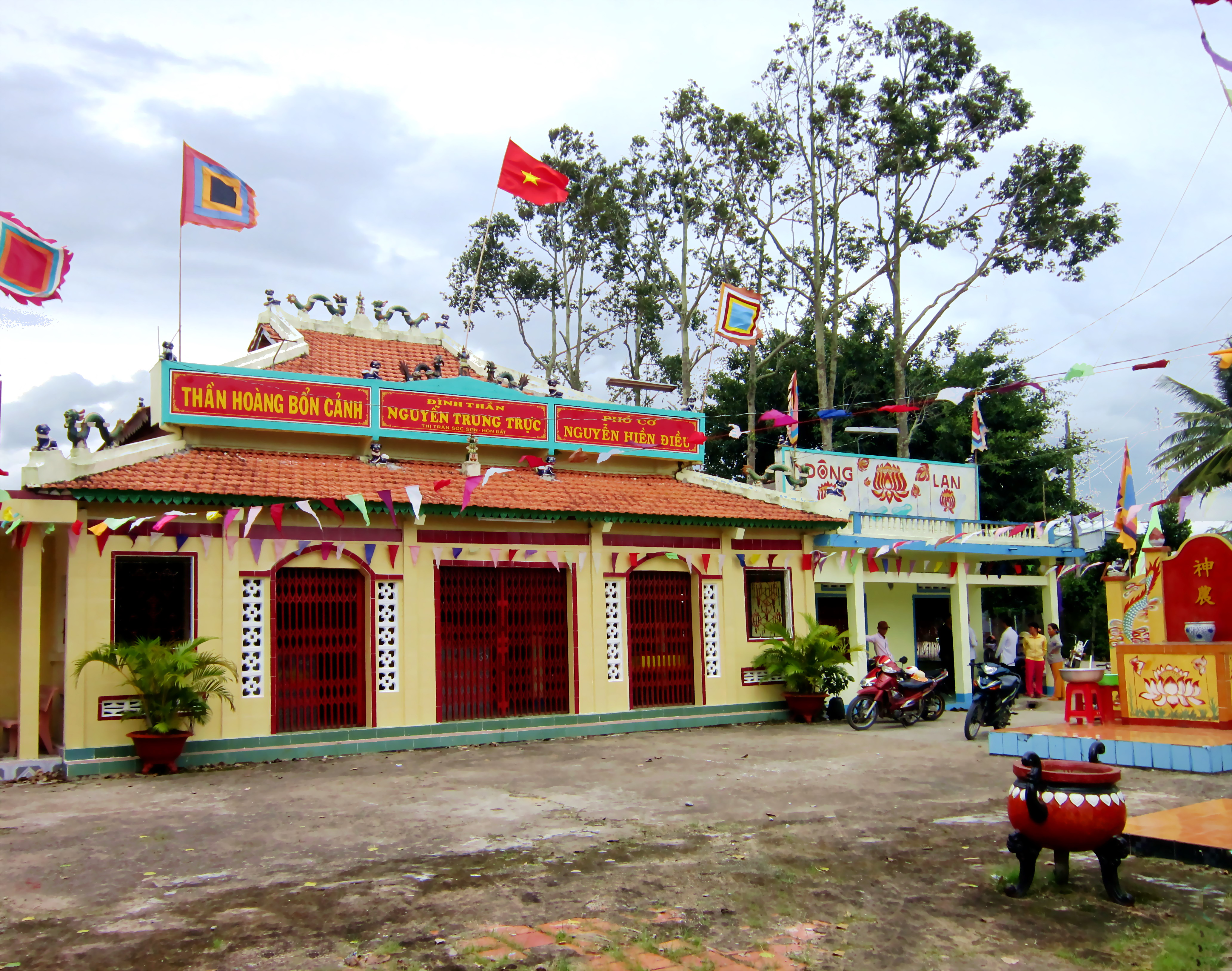
Đình thần Nguyễn Trung Trực ở thị trấn Sóc Sơn.
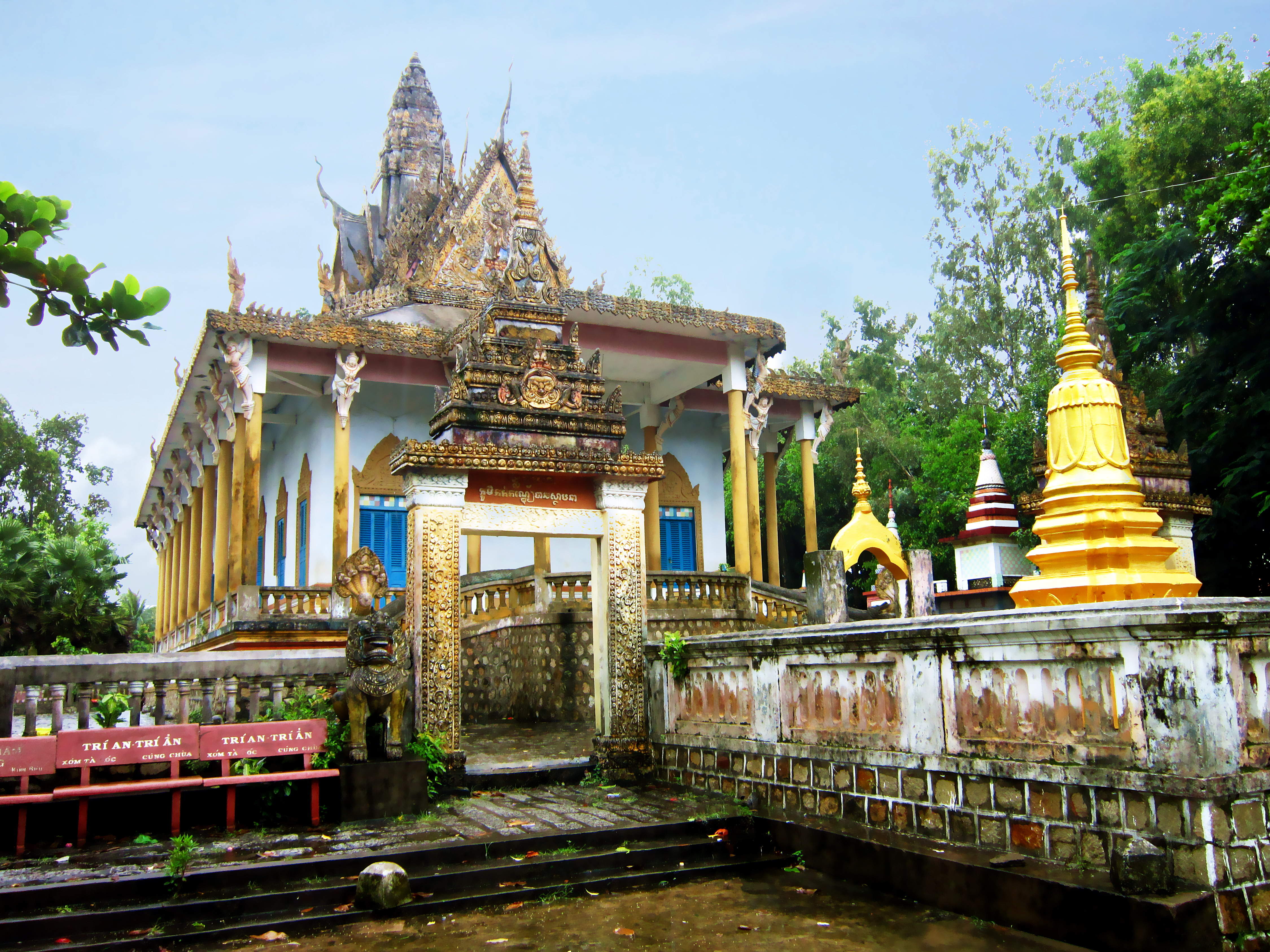
Chính điện chùa Sóc Xoài ngày nay.
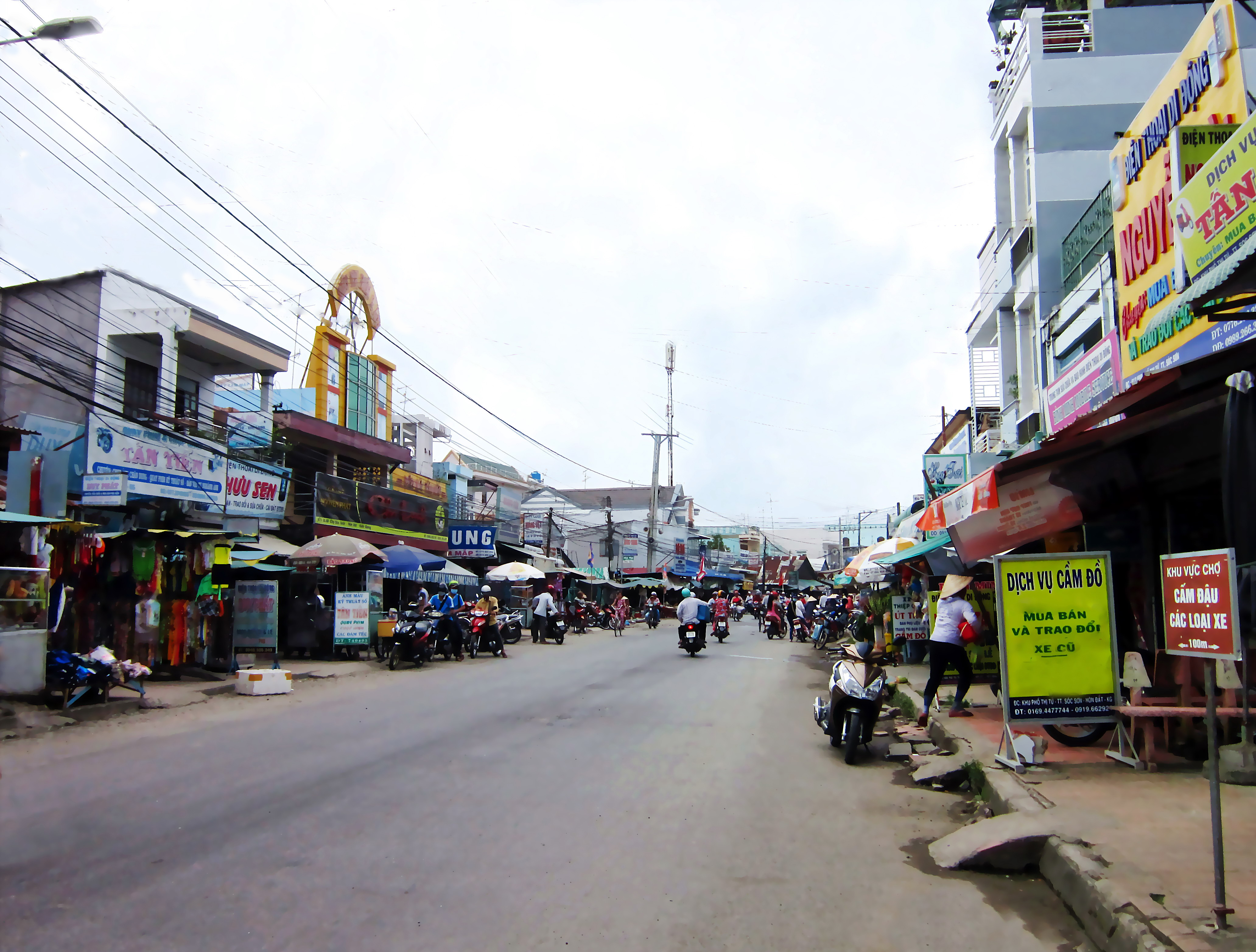
Phố chợ ở thị trấn Sóc Sơn.
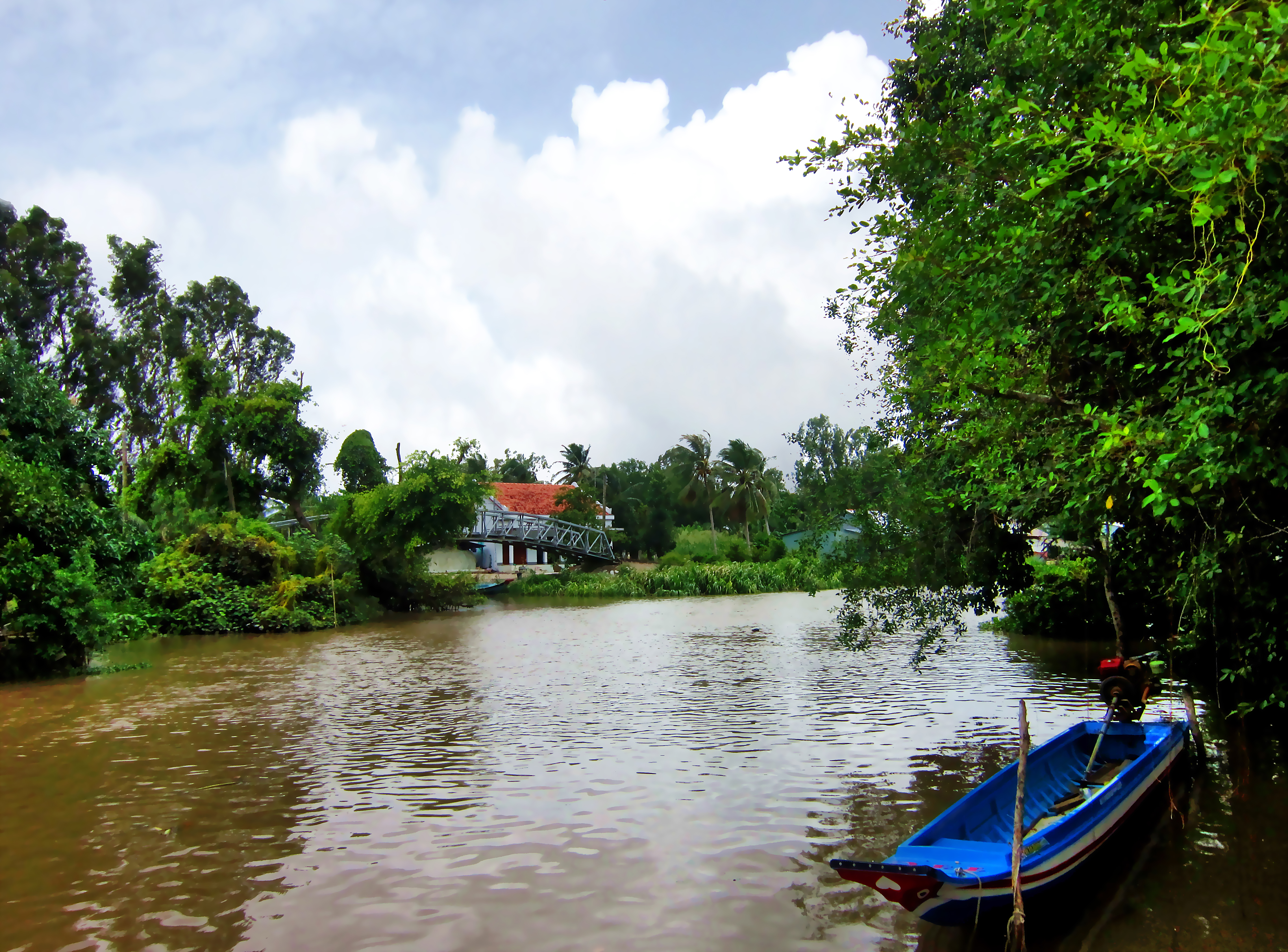
Một con rạch nhỏ chảy phía sau khu phố chợ.